# 北海道道79号深川豊里線
北海道道79号深川豊里線（ほっかいどうどう79ごう ふかがわとよさとせん）は、北海道深川市から旭川市を結ぶ道道（主要地方道）である。

## 概要
深川市音江町から深川市音江町字菊丘を経由して旭川市神居町豊里を結ぶ。

### 路線データ
- 起点：北海道深川市音江町1丁目（国道12号・国道233号交点）
- 終点：北海道旭川市神居町豊里（北海道道4号旭川芦別線交点）
- 総延長：19.068 km[1]
- 実延長：19.043 km[1]
- 重用延長：0.025 km[1]
- 未舗装延長：1.646 km[1]

## 歴史
- 1970年（昭和45年）3月31日 - 674号豊里深川線として路線認定[2]。
- 1993年（平成5年）5月11日 - 建設省から、道道豊里深川線が深川豊里線として主要地方道に指定される[3]。
- 1994年（平成6年）4月1日 - 路線名を深川豊里線に変更し、起点と終点を入れ替え[4]。
- 1994年（平成6年）10月1日 - 路線番号を79号に変更[5]。

## 地理

### 通過する自治体
- 空知総合振興局
  - 深川市
- 上川総合振興局
  - 旭川市

### 交差する道路

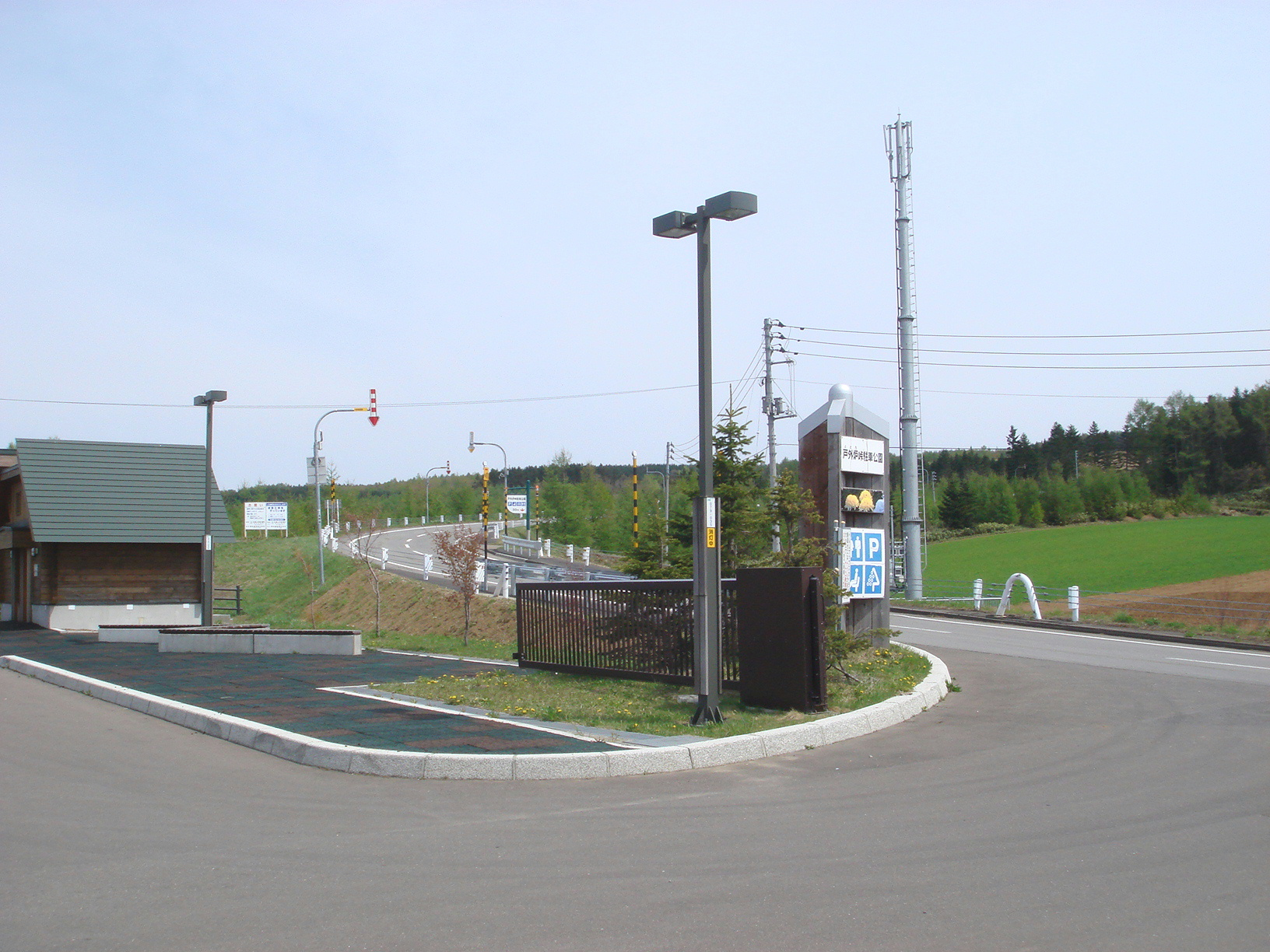
戸外炉峠駐車公園（深川市音江町）にて（2009年5月撮影）

深川市
- 国道12号 - 音江町1丁目（起点）
- 国道233号 - 音江町1丁目（起点）
- E5 道央自動車道 深川IC

旭川市
- 北海道道4号旭川芦別線 - 神居町豊里（終点）

### 沿線にある施設など
深川市
- 音江郵便局
- 深川市立音江小学校
- 深川警察署音江駐在所
- 深川市音江公民館
- 北海道立青年の家
- まあぶオートキャンプ場
- アグリ工房まあぶ・深川市都市農村交流センター
- クラーク記念国際高等学校北の大地元気の泉キャンパス
- 戸外炉峠駐車公園